# Evgenij Znosko-Borovskij
Evgenij Aleksandrovič Znosko-Borovskij (in russo Евгений Александрович Зноско-Боровский?; Pavlovsk, 16 agosto 1884 – Parigi, 31 dicembre 1954) è stato uno scacchista, scrittore e insegnante russo naturalizzato francese.
È stato anche un critico letterario, esperto del teatro russo.
Imparò giovanissimo a giocare a scacchi, conquistando numerosi trofei e premi nei tornei minori mentre progrediva con gli studi umanistici presso il prestigioso Liceo dell'Imperatore Alessandro I.
Debuttò nei tornei internazionali ad Ostenda nel 1906, dove vinse un premio di bellezza per la brillante conduzione della partita contro Amos Burn. La sua carriera scacchistica, comunque, soffrì diverse interruzioni a causa dei suoi poliedrici interessi. Tra il 1909 ed il 1912 fu uno dei più stimati critici letterari e teatrali sulle colonne della rivista «Modernista Apollo». Succedette a Mikhail Chigorin come direttore della rivista «Novoje Vremja» e a Emanuel Schiffers nella direzione di «Niva». Nel 1913 vinse una partita contro José Raúl Capablanca, che stava tenendo un'esibizione a San Pietroburgo. 
Prese parte come volontario alla guerra russo-giapponese del 1904 e 1905 e fu richiamato in servizio nel corso della Grande Guerra. Durante la rivoluzione d'ottobre lasciò la Russia e si trasferì in Francia, e non tornò più in patria. 
Tra i più brillanti risultati della sua carriera si ricorda il torneo di Parigi del 1930, dove terminò al primo posto senza aver sofferto alcuna sconfitta, davanti a giocatori del calibro di Savielly Tartakower, Andor Lilienthal e Jacques Mieses. Nello stesso anno fu terzo al torneo di Nizza, dietro a Tartakower e George Alan Thomas.
Nel 1941 disputò un match contro Aimé Gibaud (campione francese nel 1928, 1930, 1935 e 1940), vincendolo nettamente (+7 =1 –2).   
Scrisse molti libri che divennero presto popolarissimi e vennero tradotti in varie lingue, tra cui: 
- Il mediogioco negli scacchi, Edizioni del Coordinamento, 1999
- The Evolution of Chess (1910)
- Capablanca and The Muzio Gambit (1911)
- Comment il ne faux pas jouer aux échecs (Parigi, 1934)
- Comment on devient brilliant jouer d'échecs (Parigi, 1935)
- Comment il faut commencer une partie d'échecs (1940)
- The Middle Game in Chess
- How to Play Chess Endings (Parigi, 1940)
- Traps on the Chessboard (1942)